# أطلس (نسيج)
الأطلس أو الساتان (بالإنجليزية: Satin) أو النسيج الزيتوني (نسبة لمدينة الزيتون) إحدى التراكيب النسجية الثلاثة المهمة في نسج الأقمشة (التركيبان الباقيان هما النسيج السادة والنسيج المبرد). في نسيج أطلس تتعاشق خيوط السدى واللحمة بطريقة معينة تجعل إحدى مجموعتي الخيوط عائمة على الأخرى لمسافات معينة وتجعل سطح النسيج لامعاً وناعماً. يتميز قماش الأطلس بنعومة ولمعان واضحين وانسدالية مميزة نتيجة انخفاض عدد نقاط التعاشق بين خيوط السدى وخيوط اللحمة، وهذا الأمر يؤدي إلى تراجع في الخواص الميكانيكية للقماش ويزيد من مخاطر نسل الخيوط من القماش.

## التسمية
أطلق العرب على مدينة تشوانتشو اسم «مدينة الزيتون» خلال حكم سلالة يوان. خلال تلك الفترة زار التجار العرب المدينة. أطلق العرب على الحرير المستورد من المدينة اسم «الزيتوني». ومن اللغة العربية، دخلت الكلمة إلى الإنجليزية (Satin ساتين)، وبعد الاحتلال الأوربي للوطن العربي انتشرت الكلمة بين العرب لتصبح ساتان.

## معرض صور

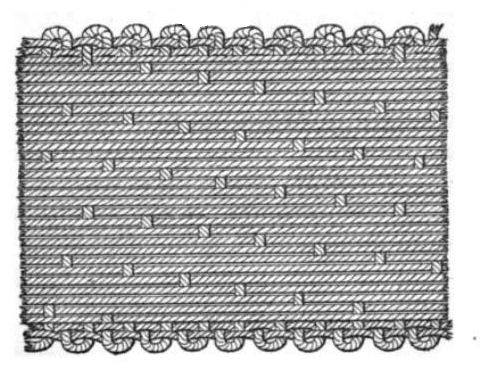
نسيج أطلس حريري، فيه 16 خيط سدى عائمة على كل خيط لحمة.
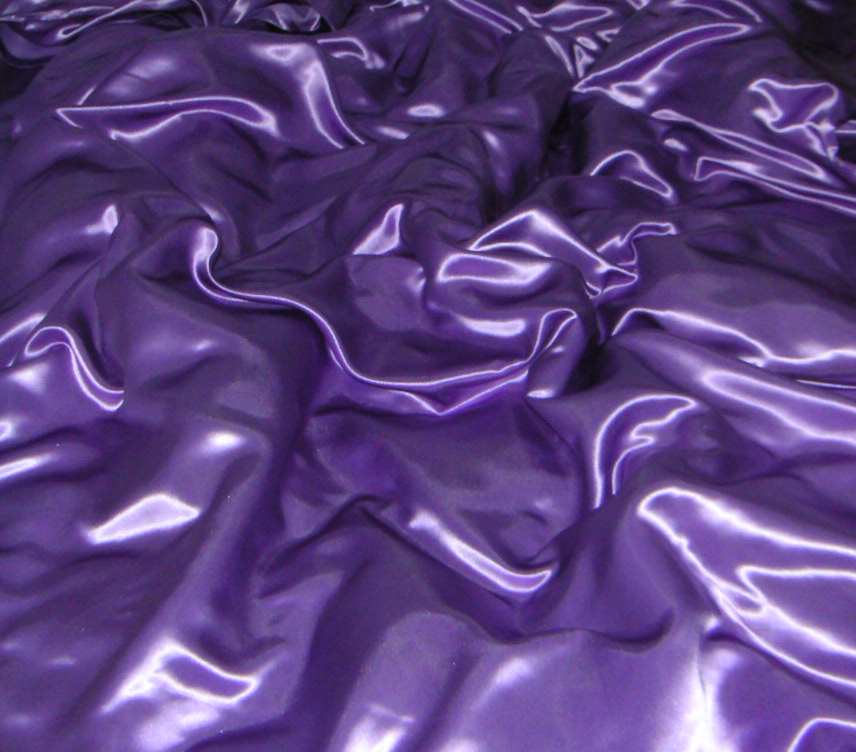
يتميز نسيج أطلس بلمعانه وانسداليته.